# Onthophagus stomachosus
Onthophagus stomachosus là một loài bọ cánh cứng trong họ Bọ hung (Scarabaeidae).